# GOLDEN☆BEST ベッツィ&クリス
『GOLDEN☆BEST ベッツィ&クリス』（ゴールデン☆ベスト - ）は、ベッツィ&クリス（BETSY & CHRIS）のベスト・アルバム。2009年1月21日発売。発売元はコロムビアミュージックエンタテインメント。規格品番：COCP-35361。

## 解説
各レコード会社から発売されている“ゴールデン☆ベスト”シリーズの1枚で、1969年にレコード・デビューを果たしたアメリカ人女性デュオ、ベッツィ&クリスの廉価版ベスト・アルバム。
1994年5月21日に日本コロムビアから発売されたCD、『ザ・ベスト・オブ・ベッツィ＆クリス』（規格品番：COCA-11610）の選曲・曲順をベースにした内容で、「僕の中の君」と「朝の雨」の2曲をカットし、新たに「つばめ」「今日からは想い出」「500マイル」「風に吹かれて」「ドンナ・ドンナ」の5曲を加えたもの。
「恋よさようなら」「傷心のジェット」「うわさの男」「サウンド・オブ・サイレンス」「500マイル」「風に吹かれて」「ドンナ・ドンナ」「虹と共に消えた恋」「花はどこへ行った」が収録された1970年2月25日発売のファースト・アルバム『フォーク・アルバム』（規格品番：CD-4013）は、コロムビアミュージックエンタテインメントの復刻企画「昭和アーカイブス」の一環で2007年4月18日にアルバム単体で初CD化された（規格品番：COCA-71131）。

## 収録曲
1. 白い色は恋人の色 -COLORS OF LOVE-
2. パピルスの船に乗って -PAPYRUS BOAT-
3. 花のように -SOMETHING FLORAL-
4. すてきだったから -MY HEART FOR YOU-
5. 恋よさようなら -I'LL NEVER FALL IN LOVE AGAIN-

  - ミュージカル『プロミセス、プロミセス（Promises, Promises）[1]』劇中歌のカバー。
6. 傷心のジェット -LEAVING ON A JET PLANE-

  - ジョン・デンバー（John Denver）のカバー。
7. 夏よお前は -OH! SUMMER-
8. 娘は花をまとっていた -A GIRL OF FOUR SEASONS-
9. 美しいものたちよ -LOVERS IN LOVE-
10. ふたりだけの島 -LOVETOPIA-
11. つばめ -THOUGH YOU PROMISED ME-
12. 今日からは想い出 -SOUVENIR OF LOVE-
13. うわさの男 -EVERYBODY'S TALKING-

  - フレッド・ニール（Fred Neil）のカバー。
14. サウンド・オブ・サイレンス -THE SOUNDS OF SILENCE-

  - サイモン&ガーファンクル（Simon and Garfunkel）のカバー。
15. 500マイル -500 MILES-

  - ピーター・ポール&マリー（Peter・Paul and Mary）のカバー。
16. 風に吹かれて -BLOWIN' IN THE WIND-

  - ボブ・ディラン（Bob Dylan）のカバー。
17. ドンナ・ドンナ -DONA DONA-

  - ジョーン・バエズ（Joan Chandos Baez）などが歌った楽曲のカバー。
18. 虹と共に消えた恋 -GONE THE RAINBOW-

  - ピーター・ポール&マリー（Peter・Paul and Mary）のカバー。
19. 花はどこへ行った -WHERE HAVE ALL THE FLOWER'S GONE-

  - ピート・シーガー（Pete Seeger）のカバー。